# Verrières-de-Joux

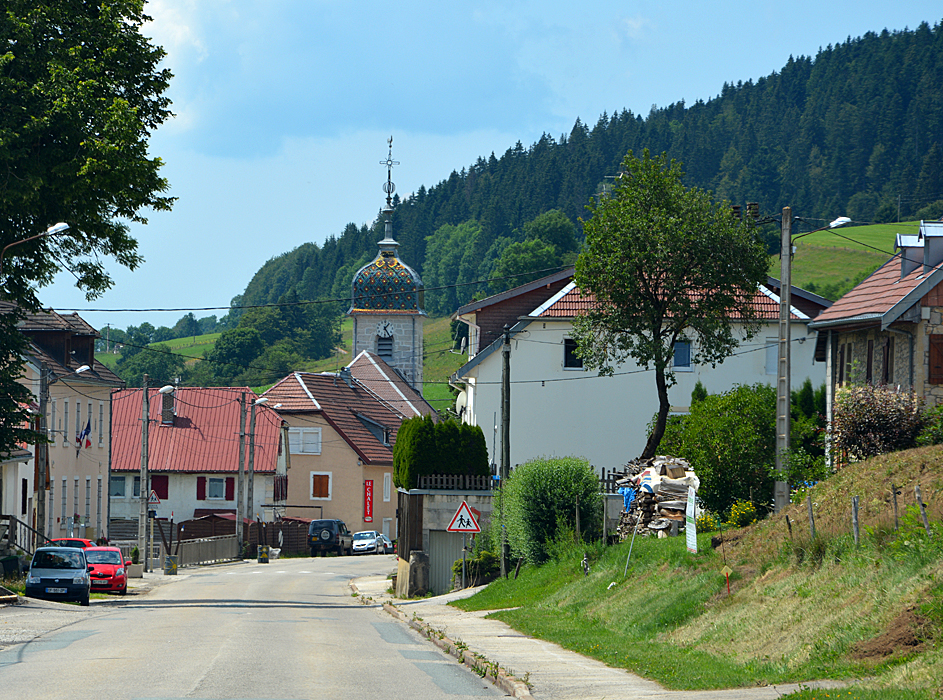
Dorfzentrum

Verrières-de-Joux ist eine französische Gemeinde mit 472 Einwohnern (Stand: 1. Januar 2022) im Département Doubs in der Region Bourgogne-Franche-Comté.

## Geographie
Verrières-de-Joux liegt auf 908 m über dem Meeresspiegel, etwa acht Kilometer östlich der Stadt Pontarlier (Luftlinie). Das Dorf erstreckt sich im Jura, in der Talschaft des Vallon des Verrières am Ruisseau de la Morte, am Südfuß der Montagne du Larmont, in unmittelbarer Nähe der Grenze zur Schweiz. 
Die Fläche des 10,15 km² großen Gemeindegebiets umfasst einen Abschnitt des französischen Juras. Der zentrale Teil des Gebietes wird vom Vallon des Verrières eingenommen, einem rund 1 km breiten Tal, das gemäß der Streichrichtung des Faltenjuras in dieser Region in Richtung Südwest-Nordost orientiert ist. Es bildet in geologisch-tektonischer Hinsicht eine Synklinale. Die Talschaft wird durch den Ruisseau de la Morte nach Südwesten zum Doubs entwässert. Flankiert wird das Vallon des Verrières auf seiner Nordseite durch die Montagne du Larmont. Nach Süden erstreckt sich das Gemeindeareal über einen bewaldeten Hang auf den breiten Höhenrücken des Mont des Verrières. Hier wird mit 1207 m die höchste Erhebung von Verrières-de-Joux erreicht. Während die Talniederung weitgehend mit Wiesland bestanden ist, zeigen die Hochflächen ein lockeres Gefüge von Weideland und Wald.
Zu Verrières-de-Joux gehören der Weiler Bugny (925 m) an der Grenze zur Schweiz, Le Bourgeau auf der südlichen Talseite sowie zahlreiche Hofgruppen und Einzelhöfe, die weit verstreut auf den Jurahöhen liegen. Nachbargemeinden von Verrières-de-Joux sind Les Fourgs im Süden, La Cluse-et-Mijoux im Westen, Pontarlier im Norden sowie die schweizerischen Gemeinden Les Verrières und La Côte-aux-Fées im Osten.

## Geschichte
Erstmals urkundlich erwähnt wird Verrières im Jahr 1153. Seit dem Mittelalter gehörte das Dorf zur Herrschaft Joux. Zusammen mit der Franche-Comté gelangte Verrières-de-Joux mit dem Frieden von Nimwegen 1678 an Frankreich. Bei Verrières-de-Joux überschritt am 1. Februar 1871 nach der Unterzeichnung eines Internierungsvertrages die im Deutsch-Französischen Krieg geschlagene Bourbaki-Armee die Grenze zur Schweiz. Dieses Ereignis ist auf dem Bourbaki-Panorama in Luzern dargestellt.

## Sehenswürdigkeiten

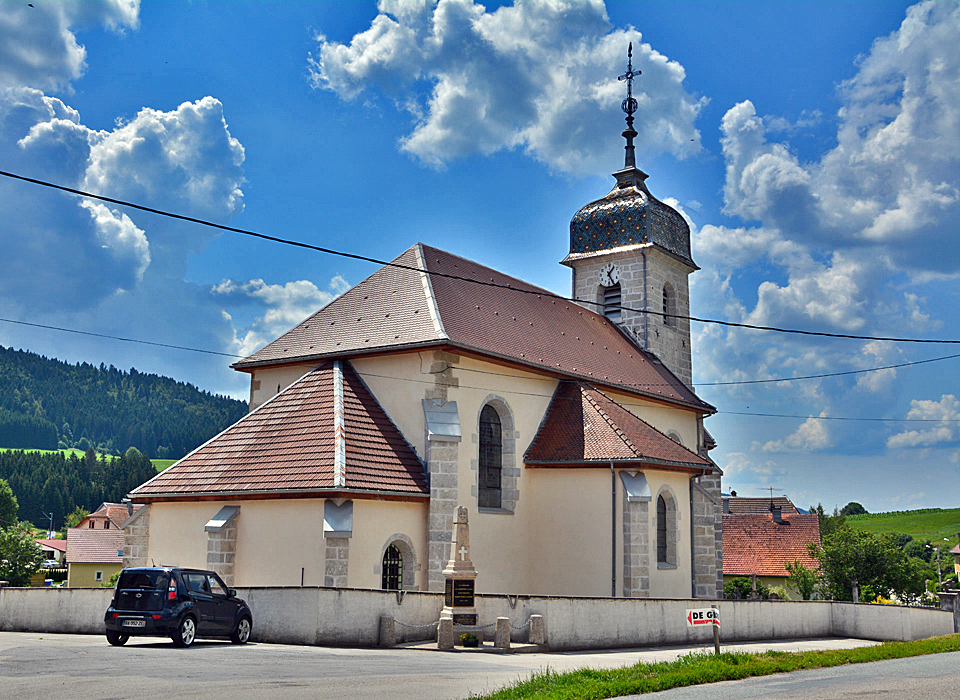
Pfarrkirche Saint-Sébastien

Die Pfarrkirche Saint-Sébastien wurde 1756 erbaut.

## Bevölkerung
| Jahr                       | 1962 | 1968 | 1975 | 1982 | 1990 | 1999 | 2006 | 2016 |
| Einwohner                  | 440  | 417  | 389  | 375  | 396  | 355  | 420  | 435  |
| Quellen: Cassini und INSEE |      |      |      |      |      |      |      |      |

Mit 472 Einwohnern (1. Januar 2022) gehört Verrières-de-Joux zu den kleinen Gemeinden des Départements Doubs. Nachdem die Einwohnerzahl in der ersten Hälfte des 20. Jahrhunderts markant abgenommen hatte (1891 wurden noch 703 Personen gezählt), wurde auch in der zweiten Hälfte ein weiterer Rückgang verzeichnet. Seit der Jahrtausendwende zeigt die Einwohnerzahl wieder eine steigende Tendenz.

## Wirtschaft und Infrastruktur
Verrières-de-Joux war lange Zeit ein vorwiegend durch die Landwirtschaft, insbesondere Milchwirtschaft und Viehzucht, sowie durch die Forstwirtschaft geprägtes Dorf. Daneben gibt es heute einige Betriebe des Klein- und Mittelgewerbes, unter anderem in den Branchen Metall- und Holzverarbeitung. Mittlerweile hat sich das Dorf auch zu einer Wohngemeinde gewandelt. Viele Erwerbstätige sind Wegpendler, die in den größeren Ortschaften der Umgebung ihrer Arbeit nachgehen.
Die Ortschaft ist verkehrstechnisch gut erschlossen. Sie liegt an der Hauptstraße D67b, die von Pontarlier durch das Vallon des Verrières nach Neuenburg führt. Die Gemeinde wird von der Bahnlinie Pontarlier–Neuenburg durchquert; der Bahnhof in Verrières-de-Joux wurde jedoch stillgelegt.